# 馬拉蓋天文台

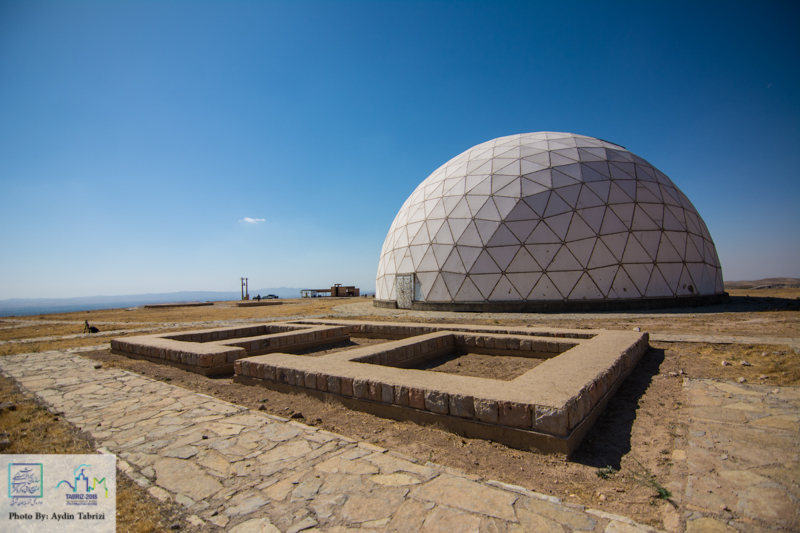
馬拉蓋天文台遺址

馬拉蓋天文台（波斯語：رصدخانه مراغه）是在伊兒汗國君主旭烈兀贊助下，成立於公元1259年的一所天文觀測臺，該天文台位於馬拉蓋西部的高原上（今屬伊朗東亞塞拜然省管轄），由著名的波斯裔科學家和天文學家纳西尔丁·图西負責主持，馬拉蓋天文台曾一度被視為「歐亞世界中最先進的科學研究機構」。
由於馬拉蓋天文台擁有瓦合甫所持續提供的資金，讓天文台即使在其創始人去世後仍能繼續運作，並活躍了約莫五十多年的時間。許多日後成立的天文台，例如15世紀設立於撒馬爾罕的烏魯伯格天文台、16世位在君士坦丁堡的塔齊丁天文台，以及18世紀成立於齋浦爾的简塔·曼塔天文台，皆是以馬拉蓋天文台為範本來設計的。